# Miguel-Muñoz-Trophäe
Die Miguel-Muñoz-Trophäe (spanisch Trofeo Miguel Muñoz) ist eine von der spanischen Sportzeitung Marca vergebene Fußballauszeichnung.
Sie wurde erstmals nach der Saison 2005/06 verliehen und erinnert mit ihrem Namen an den legendären Trainer von Real Madrid, Miguel Muñoz. Dieser hatte zwischen 1959 und 1972 neun nationale Meisterschaften und zwei Erfolge im Europapokal der Landesmeister mit dem Hauptstadtklub feiern können.
Die Auszeichnung wird auf Grundlage der Marca-Spieltagsbewertung vergeben. Nach jedem Spieltag erhält der Trainer, je nach Leistung seiner Mannschaft, Punkte. Diese Punkte werden addiert und der Trainer, der am Saisonende die meisten Punkte sammeln konnte, erhält die Trophäe.

## Gewinner

### Primera División
| Saison  | Trainer              | Verein            | Punkte |
| ------- | -------------------- | ----------------- | ------ |
| 2005/06 | Bernd Schuster       | FC Getafe         | 63     |
| 2006/07 | Marcelino            | Recreativo Huelva | 63     |
| 2006/07 | Juande Ramos         | FC Sevilla        | 63     |
| 2007/08 | Manuel Pellegrini    | FC Villarreal     | 69     |
| 2008/09 | Pep Guardiola        | FC Barcelona      | 77     |
| 2009/10 | Pep Guardiola        | FC Barcelona      | 77     |
| 2010/11 | José Mourinho        | Real Madrid       | 72     |
| 2011/12 | José Mourinho        | Real Madrid       | 77     |
| 2012/13 | Tito Vilanova        | FC Barcelona      | 252    |
| 2013/14 | Diego Simeone        | Atlético Madrid   | 269,5  |
| 2014/15 | Carlo Ancelotti      | Real Madrid       | 247,5  |
| 2015/16 | Diego Simeone        | Atlético Madrid   | 243,5  |
| 2016/17 | José Luis Mendilibar | SD Eibar          | 67     |
| 2016/17 | Asier Garitano       | CD Leganés        | 67     |
| 2017/18 | Marcelino            | FC Valencia       | 69     |
| 2018/19 | José Bordalás        | FC Getafe         |        |

### Segunda División
| Saison  | Trainer                | Verein          | Punkte |
| ------- | ---------------------- | --------------- | ------ |
| 2005/06 | Unai Emery             | Lorca Deportiva | 76     |
| 2006/07 | Unai Emery             | UD Almería      | 78     |
| 2007/08 | Manuel Preciado        | Sporting Gijón  | 77     |
| 2008/09 | Marcelino García Toral | Real Saragossa  | 78     |
| 2009/10 | Luis García Plaza      | UD Levante      | 81     |
| 2010/11 | José Ramón Sandoval    | Rayo Vallecano  | 85     |
| 2011/12 | Juan Antonio Anquela   | AD Alcorcón     | 84     |
| 2012/13 | Fran Escribá           | FC Elche        | 293,5  |
| 2013/14 | Gaizka Garitano        | SD Eibar        | 272    |
| 2014/15 | Abelardo               | Sporting Gijón  | 287,5  |
| 2015/16 | Asier Garitano         | CD Leganés      | 266,5  |